# Магију (Трапани)
Магију је насеље у Италији у округу Трапани, региону Сицилија.
Према процени из 2011. у насељу је живело 29 становника. Насеље се налази на надморској висини од 41 м.